# Catacomba di Calepodio
La catacomba di Calepodio è una catacomba di Roma, posta in via del Casale di San Pio V, nei pressi di via Aurelia Antica, nel moderno quartiere Aurelio.

## Toponimo
L'attuale nome di “Calepodio” si è imposto solo a partire dal V-VI secolo, ed incerta è l'identificazione del personaggio: può far riferimento al sacerdote, morto martire, di cui si parla nella tardiva passio di papa Callisto; oppure semplicemente può far riferimento, come per la maggior parte delle catacombe romane, al nome del fondatore o del donatore del terreno in cui sorse il complesso cimiteriale ipogeo.
In precedenza, verso la metà del IV secolo, la catacomba era conosciuta come catacomba di Callisto: così si legge nella Depositio Episcoporum, alla data del 12 aprile 352, giorno della deposizione nel cimitero delle spoglie di papa Giulio I.
Infine, la Depositio Martyrum, alla data 14 ottobre 222 parla della deposizione di papa Callisto I nella catacomba al III miglio della via Aurelia, nome col quale il cimitero era conosciuto nel III secolo.

## Topografia
Il cimitero si estende su tre piani di gallerie (Leonella De Santis parla di “due o forse tre piani”), molte delle quali devastate o in pessimo stato di conservazione. Il nucleo più antico è il livello superiore, ove è stata scoperta la tomba di papa Callisto.
Nel sopraterra sono state trovate tracce di un cimitero subdiale e resti di una basilica semipogea, con una grande abside, che alcuni archeologi affermano essere la basilica che papa Giulio I fece costruire in onore del suo predecessore Callisto e nella quale lui stesso fu poi sepolto. Altri invece (Enrico Stevenson) pensano che tale basilica si debba identificare con alcune strutture del Casale di San Pio V.

## Storia
La catacomba in cui venne sepolto papa Callisto (nel 222) già esisteva all'epoca della sua morte e perciò si può considerare come uno dei luoghi di sepoltura ipogei più antichi di Roma. Abbandonata come tutte le altre catacombe romane, cadde nell'oblio. Antonio Bosio  (XVI secolo) non ne parla nella sua Roma sotterranea. Fu riscoperta nel XVII secolo da Marcantonio Boldetti e dai soliti tombaroli. Scarsamente studiata nel XIX secolo, fu solo nella seconda metà del XX secolo che iniziarono campagne di scavi e di studio. Fu grazie all'opera dell'archeologo Aldo Nestori che si poté scoprire nell'aprile del 1960 la tomba di papa Callisto e nel 1969 l'abside della basilica semipogea attribuita a papa Giulio.

## I martiri di Calepodio
Nella basilica di Santa Maria in Trastevere si conservano le reliquie di tre santi: Calepodio, papa Callisto I e papa Giulio I, tutte provenienti da questa catacomba. Di Calepodio, martire, si è già detto circa la sua identificazione incerta: sembra non trattarsi comunque di un personaggio di fantasia, poiché nella catacomba è stata trovata un'iscrizione che confermerebbe la sua esistenza. Papa Giulio I è ricordato come colui che sistemò, monumentalizzandola, la tomba di Callisto e che fece costruire la basilica in onore del suo predecessore e nella quale, sembra, si fece seppellire. Come detto infine, la Depositio Martyrum parla della deposizione di papa Callisto I in questa catacomba: è il martire romano cronologicamente più antico ricordato nella Depositio (dopo i santi Pietro e Paolo).